# Área de Conservação da Paisagem de Kisejärve

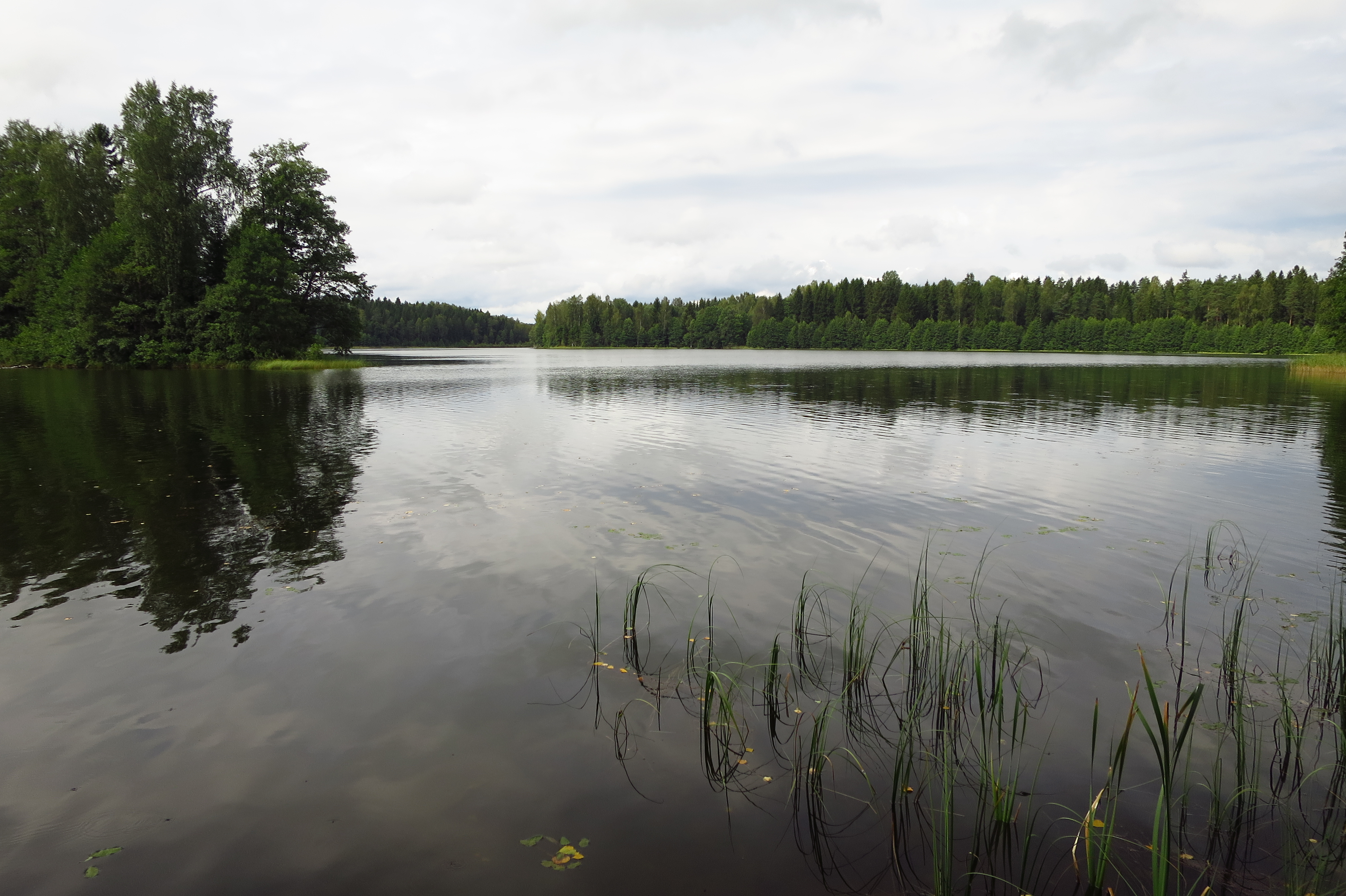
Área de Conservação da Paisagem de Kisejärve Data: 2016-08-18 / Autor:Marko Vainu

A Área de Conservação da Paisagem de Kisejärve é um parque natural situado no condado de Võru, na Estónia.
A sua área é de 669 hectares.
A área protegida foi designada em 1983 para proteger os lagos de Kisejärve e os seus arredores. Em 2005, a unidade de conservação foi reformulada como área de preservação paisagística.